# Profurca
Profurca – widełki sternalne przedtułowia. Apodema stanowiąca część endoszkieletu tułowia owadów uskrzydlonych.
Profurca stanowią wewnętrzny wyrostek przedpiersia, wychodzący ze sternellum przedtułowia lub profurcasternum. Składają się z części nasadowej (profurcal basae), ramion (profurcal arms) i mostka (profurcal bridge) oraz blaszek: przedniej (anterior profurcal lamella), tylnej (posterior profurcal lamella), grzbietowej (dorsal profurcal lamella) i brzusznej (ventral profurcal lamella).
Do profurca przyczepione są mięśnie profurkalne. Należą doń m.in. musculus profurca-phragmalis, musculus profurca-coxalis posterior, musculus profurca-trochanteralis, musculus profurca-apodemalis, musculus profurca-tentorialis, musculus profurca-mesofurcalis, dorsal profurco-postoccipital muscle, ventral profurco-postoccipital muscle, profurco-laterocervical muscle i dorsal profurco-procoxal muscle.